# Staurastrum acarides
Staurastrum acarides là một loài Song tinh tảo trong họ Desmidiaceae, thuộc chi Staurastrum.